# Simmerath
Simmerath ist eine Gemeinde in Nordrhein-Westfalen; sie gehört zur Städteregion Aachen (Regierungsbezirk Köln).

## Geografie
Geografisch liegt Simmerath in der Rureifel. Das 1972 entstandene, heutige Gemeindegebiet von Simmerath erstreckt sich in einem Radius von etwa 10 km rund um den Kernort. Seine Peripherie berührt im Osten die als touristische Attraktion relevante Rurtalsperre, im Süden den Raum Monschau, im Westen die belgische Grenze mit immer noch gut erkennbaren Teilen des durch einen Wanderweg erschlossenen Westwalles und im Norden den Raum Roetgen/Aachen. Höchster Punkt in der Gemeinde ist die Erhebung Langschoß mit 583 m ü. NHN im Ortsteil Lammersdorf. Teile des Gemeindegebiets liegen seit dem 1. Januar 2004 auf dem Territorium des Nationalparks Eifel.

### Nachbargemeinden
Simmeraths Nachbargemeinden sind die Stadt Eupen (B), die Gemeinde Roetgen, die Stadt Stolberg (Rheinland), die Stadt Monschau, die Gemeinde Hürtgenwald, die Stadt Nideggen, die Stadt Heimbach (Eifel) und die Stadt Schleiden.

### Ortsteile
- Bickerath
- Dedenborn (409 Ew.)
- Eicherscheid (1269 Ew.)
- Einruhr (654 Ew.)
- Erkensruhr (195 Ew.)
- Hammer (162 Ew.)
- Hirschrott (31 Ew.)
- Hechelscheid
- Huppenbroich (425 Ew.)
- Kesternich (1607 Ew.)
- Lammersdorf (2489 Ew.)
- Paustenbach (358 Ew.)
- Rollesbroich (1151 Ew.)
- Rurberg (1095 Ew.)
- Simmerath (3358 Ew.)
- Steckenborn (1362 Ew.)
- Strauch (1228 Ew.)
- Witzerath (199 Ew.)
- Woffelsbach (793 Ew.)

Die Einwohnerzahlen beziehen sich auf Haupt- und Nebenwohnungen, Stand: 30. Juni 2022.

## Geschichte
Die Gegend um Simmerath war schon zur römischen Kaiserzeit besiedelt. Die antike Verbindungsstraße führte aus Konzen über Simmerath und Kesternich nach Einruhr. Die Besiedlung ist durch Bodenfunde aus dem 2. und 3. Jahrhundert, nicht jedoch durch schriftliche Quellen belegt. Eine Siedlungskontinuität in die fränkische Zeit hinein ist nicht dokumentiert. Ein „Hof zo Semmenrode“ findet sich erst wieder in einer mittelalterlichen Quelle von 1342. 1346 beginnen die kirchenrechtlichen Belege; zuvor gehörte die Pfarrei zu Konzen.
Territorial gehörte die Ansiedlung zur Herrschaft der Grafen von Monschau (Montjoie); diese ging nach dem Tode Johann III. von Schönforst-Montjoie 1433 an das Herzogtum Jülich über, in dessen Besitz Simmerath wie das gesamte Monschauer Land bis zum Ende des 18. Jahrhunderts verblieb. Nachdem 1794 das gesamte Linke Rheinufer während des Ersten Koalitionskrieges besetzt worden war, gehörte das Gebiet von 1798 bis 1814 zu Frankreich. Simmerath und Umgebung gehörten zum Kanton Montjoie im Arrondissement Aachen im Rur-Département. Aufgrund der 1815 auf dem Wiener Kongress getroffenen Vereinbarungen kam die Region zum Königreich Preußen und Simmerath war ab 1816 eine Gemeinde im Kreis Monschau im Regierungsbezirk Aachen in der Provinz Großherzogtum Niederrhein, welche 1822 in der Rheinprovinz aufging, die bis zur Auflösung nach dem Zweiten Weltkrieg bestand. Im Zweiten Weltkrieg brachte die Ardennenoffensive im Winter 1944/45 beim Vormarsch der Alliierten schwere Zerstörungen mit sich. 1962 erkrankten im Ortsteil Lammersdorf mehrere Personen an den Pocken.
Im Rahmen der Gebietsreform in Nordrhein-Westfalen wurden mit dem so genannten Aachen-Gesetz vom 14. Dezember 1971 mit Wirkung vom 1. Januar 1972 der Gemeinde Simmerath die bisher selbständigen Gemeinden Eicherscheid, Kesternich, Lammersdorf, Rurberg, Steckenborn und Strauch eingegliedert; der Kreis Monschau wurde aufgelöst. Dieses erweiterte Simmerath ist seither eine von neun Gemeinden (neben Herzogenrath, Alsdorf, Würselen, Baesweiler, Eschweiler, Stolberg, Roetgen und Monschau), die nach der Neugliederung zum ehemaligen Kreis Aachen, der heutigen Städteregion Aachen, gehören.
Lammersdorf gehörte schon vorher zum Amt Simmerath, Kesternich, Rurberg/Woffelsbach, Steckenborn und Strauch waren selbstständig, Eicherscheid war vorher bei Imgenbroich und Einruhr/Erkensruhr bei Dreiborn. Durch die Eingemeindung wurden einige derjenigen Ortschaften, die (neben anderen) schon im Mittelalter kirchenrechtlich zu Simmerath gehört hatten, kommunalpolitisch wieder zu Simmerath „zurückgeholt“, nämlich Dedenborn, Kesternich, Strauch, Rollesbroich, Witzerath, Lammersdorf und Paustenbach. In der Zwischenzeit hat jedoch jeder dieser Ortsteile seine eigene Identität und seine eigenen Wirtschaftsfaktoren entwickelt, so dass die Gemeinde Simmerath sich heute als ein Zusammenschluss von heterogenen Strukturen darstellt.

## Politik

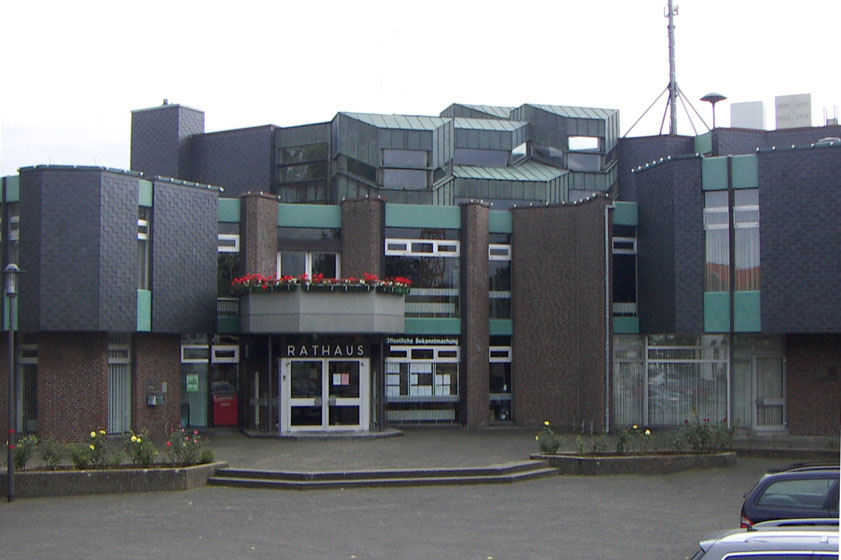
Rathaus

### Gemeinderat
Bei der Gemeinderatswahl am 13. September 2020 ergab sich folgende Sitzverteilung:
- CDU: 19 Sitze (+2)
- SPD: 7 Sitze (−3)
- GRÜNE: 4 Sitze (+2)
- UWG: 2 Sitze (±0)
- FDP: 2 Sitze (+1)

### Bürgermeister
- seit 2020: Bernd Goffart (CDU)[7]
- 2009 bis 2020: Karl-Heinz Hermanns (CDU)[8]
- 1999 bis 2009: Hubert Breuer (CDU, erster hauptamtlicher, gewählter Bürgermeister der Gemeinde Simmerath)
- 1997 bis 1999: Hubert Breuer (als ehrenamtlicher Bürgermeister)[9]
- 1972 bis 1997: Heinrich Karbig (ehrenamtlicher Bürgermeister, 1997 Ernennung zum „Ehrenbürgermeister“)[10]

### Gemeindedirektoren
- 1982 bis 1999: Arnold Steins[11]
- 1972 bis 1982: Leo Jansen[12]

### Wappen, Banner und Flagge
Der Gemeinde Simmerath ist mit Urkunde des Regierungspräsidenten in Köln vom 9. Dezember 1975 das Recht zur Führung eines Wappens, eines Siegels und einer Flagge sowie eines Banners verliehen worden.

#### Wappen
| Wappen von Simmerath | Blasonierung: „In Blau ein goldenes (gelbes) S.“ |
| Wappen von Simmerath | Wappenbegründung: Das Gemeindewappen stellt ein blaues S auf goldenem Grund dar. Das S symbolisiert die nach der kommunalen Neugliederung 1972 entstandene neue Gemeinde Simmerath und ihre Lage am Rursee. Der goldene Wappengrund soll auf die frühere Zugehörigkeit zur Landesherrschaft Jülich hinweisen. |

#### Banner und Flagge

Flagge
Banner

Wappen von Alt-Simmerath

Beschreibung des Banners: „Das Banner der Gemeinde ist Gelb-blau-gelb im Verhältnis 1:4:1 längsgestreift mit dem etwas über der Mitte nach oben verschobenen Wappen ohne Schild.“
Beschreibung der Flagge: „Die Hissflagge der Gemeinde ist Gelb-blau-gelb im Verhältnis 1:4:1 quergestreift mit dem zur Stange hin verschobenen Wappen ohne Schild.“

### Gemeindekontakte
- Lendelede, Belgien
- Schilde, Belgien
- Maubert-Fontaine, Frankreich

## Kultur und Sehenswürdigkeiten

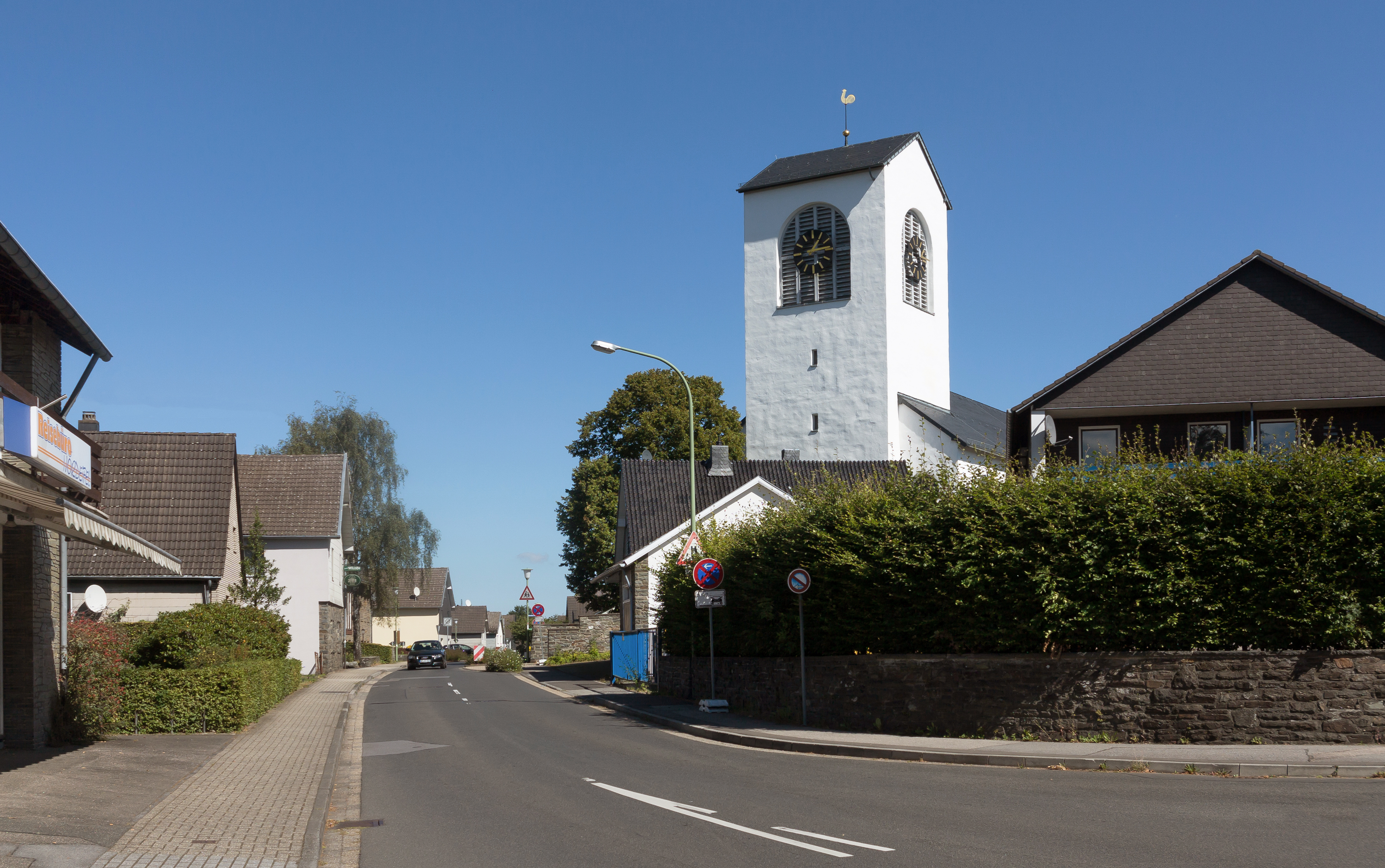
Simmerath, Kirche

### Museen
- Bauernmuseum Lammersdorf, ein bäuerliches Ensemble aus der Zeit um 1900
- Naturkundliche Bildungsstätte Nordeifel
- Nationalpark-Tor Rurberg mit Ausstellung zu den Fließgewässer im NP und Stillgewässer – Talsperren – um den Nationalpark
- Heilsteinhaus mit Nationalparkinfopunkt in Einruhr, Brunnenanlage frei zugänglich im Innenhof

### Kriegsgräberstätte
- Sowjetische Kriegsgräberstätte Simmerath-Rurberg. Simmerath erhielt die Obhut über diese Kriegsgräberstätte. Russische Tote des Zweiten Weltkriegs aus der weiten Umgebung wurden hier bestattet. Die Eingangshalle ist zudem ein prämiertes Gebäude.

### Bauwerke

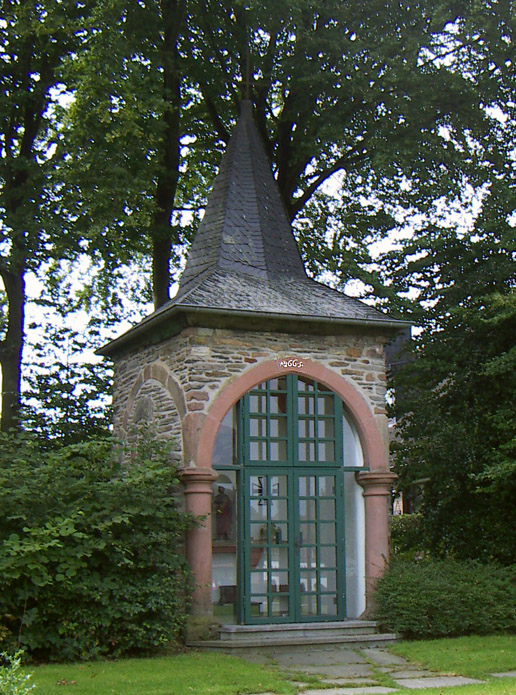
Johanniskapelle von 1665 am neuen Standort

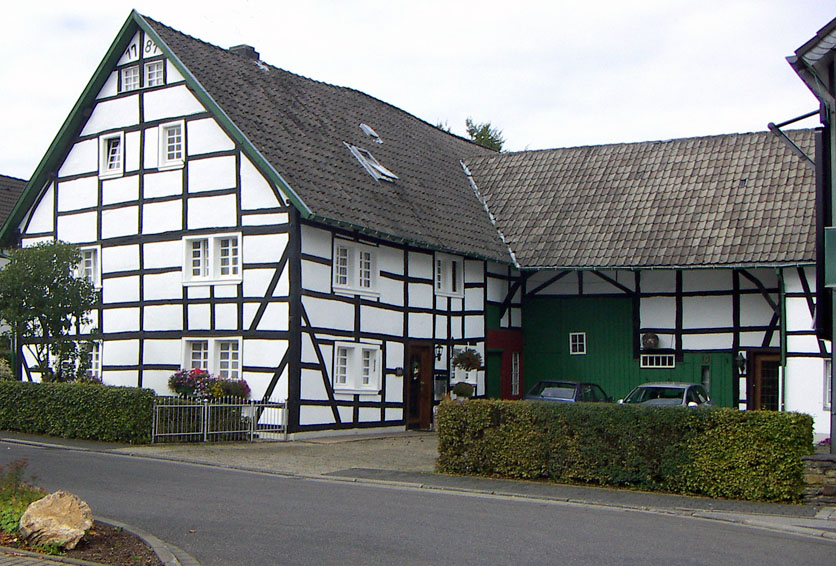
Typischer Winkelhof, das älteste erhaltene Wohn- und Nutzgebäude Simmeraths, 1781, vielleicht älter

- Die Johanneskapelle (1665) ist das älteste, noch erhaltene Bauwerk des Kernorts. Beim Ausbau der B 399 1968 musste sie etwa 100 m versetzt werden.
- Eine für die Nordeifel typische Winkelhof-Anlage (Hauptstraße 63) datiert laut Giebel von 1781, könnte aber älter sein (was wegen starker Veränderungen des Baus nicht beweisbar ist).
- Der überwiegende Teil der heutigen Simmerather Bausubstanz stammt von nach 1950. Das Simmerather Rathaus, architektonisch verwinkelt und mit achteckiger Brunnenanlage versehen, stammt von 1975.
- Die übrigen Sehenswürdigkeiten und touristischen Attraktionen der Gemeinde Simmerath befinden sich nicht im Kernort, sondern in den 1971 eingemeindeten Ortsteilen (dort beschrieben).

### Befestigung
2014 neu in die Denkmalliste der Gemeinde Simmerath aufgenommen wurde das Bodendenkmal Befestigung Meyssenburg aus dem 13. Jahrhundert am Rande von Huppenbroich.

### Biologie

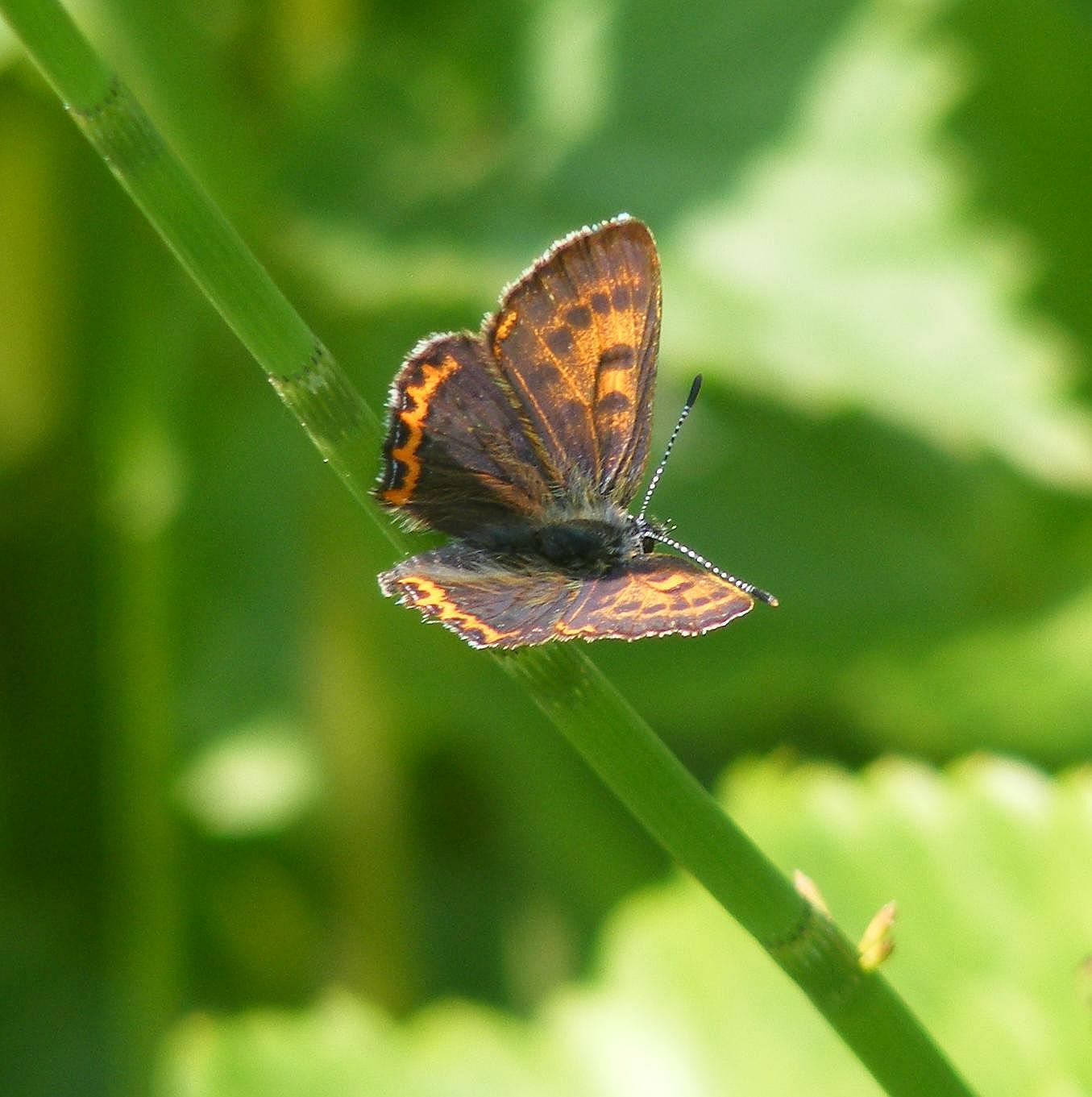
Blauschillernde Feuerfalter im Feuchtgebiet bei Simmerath 2010
Vorderflügellänge 12 bis 14 mm

Eine geplante Erweiterung des Gewerbegebietes wird durch eine biologische Seltenheit fraglich gemacht. In diesem Feuchtgebiet bei Kesternich befindet sich eine Inselpopulation des überaus seltenen Blauschillernde Feuerfalters (Lycaena helle), einer stark vom Aussterben bedrohten, etwa fingernagelgroßen Falterart. Der Standort ist bemerkenswert, da die Population hier zu den größten europaweit zählt.

### Naturschutz
- Naturwaldzelle Im Brand
- Naturwaldzelle Kreitzberg

### Hof Leykaul

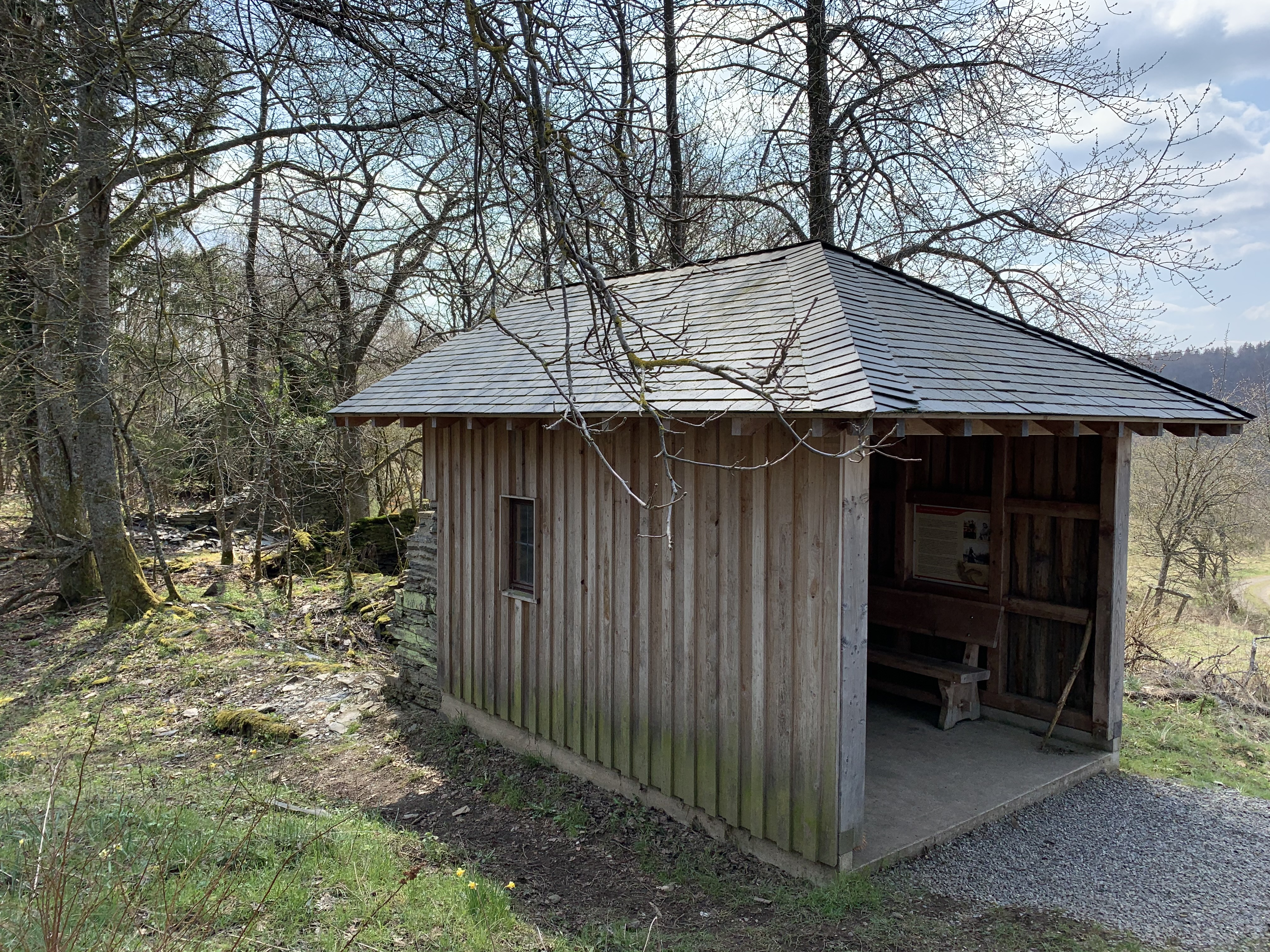
Reste des Hofes Leykaul mit Schutzhütte

Südlich von Erkensruhr existierte oberhalb der Grube Leykaul am Rande der Dreiborner Hochfläche um 1800 ein Gutshof der Familie Kirch aus Dreiborn, der durch Heirat an Johann Hubert Theodor Dardenne, einen Enkel des Grubenbesitzers Nicolas Dardenne, überging und fortan als „Hof Leykaul“ bezeichnet wurde. Der Hof wurde bis 1998 von der Familie Dardenne und anschließend bis 2008 von dem ehemaligen polnischen Zwangsarbeiter Pawel Zluzala betrieben und nach dessen Tod weitestgehend abgerissen. Die vormaligen landwirtschaftlich genutzten Flächen wurden im Jahr 2004 zum Landschaftsschutzgebiet erklärt und der Natur überlassen.

## Wirtschaft und Infrastruktur

### Verkehr

#### Straßenanbindung
Durch die Ortsmitte führen die Bundesstraßen 399 (Düren – belgische Grenze) und 266 (Simmerath – Linz am Rhein). Nächste Autobahnanschlüsse bestehen bei Aachen an die A 44 und die A 4 sowie bei Mechernich an die A 1.

#### ÖPNV-Anbindung
Die ehemals bedeutende Vennbahn, noch bis 2001 als Museumsbahn genutzt, welche einen Bahnhof in Lammersdorf besaß, ist stillgelegt und wurde 2010 zur Errichtung des internationalen Vennbahnradweges abgebaut.
Am Busbahnhof in Simmerath (Simmerath Bushof) treffen die AVV-Linien 63, 68, 82, 83, 86 und 88 sowie die Schnellbuslinien SB63, SB 86 und SB 88 zusammen. Es bestehen Verbindungen u. a. nach Aachen, Monschau und Düren. In den Nächten vor Samstagen sowie Sonn- und Feiertagen sorgt eine Nachtbuslinie der ASEAG für Verbindungen aus Richtung Aachen. Seit Februar 2022 verkehrt zudem ein NetLiner in Simmerath. Er kann für folgende Orte gebucht werden: Simmerath, Eicherscheid, Huppenbroich, Dedenborn, Hammer, Seifenauel, Einruhr und Erkensruhr.
| Linie              | Betreiber | Verlauf |
| ------------------ | --------- | --- |
| 63                 | ASEAG     | Simmerath – Kesternich – Rurberg – Einruhr – Vogelsang IP (– Morsbach – Herhahn – Gemünd / Schleiden) |
| 68                 | ASEAG     | (Lammersdorf – Witzerath – Rollesbroich –) Simmerath – (Kesternich –) Strauch – Steckenborn – Woffelsbach – Rurberg (– Einruhr) |
| 82                 | ASEAG     | Simmerath – (Konzen –) Imgenbroich – Monschau Altstadt |
| 83                 | ASEAG     | Simmerath – (Huppenbroich –) Eicherscheid – Hammer – Dedenborn – Einruhr – Erkensruhr |
| 86                 | Rurtalbus | Vossenack – Raffelsbrand – Lammersdorf – Paustenbach – Bickerath – Simmerath Bushof |
| 88                 | ASEAG     | Schmidt – Steckenborn – Strauch – Kesternich – Simmerath Eifelklinik – Simmerath Bushof |
| SB63               | ASEAG     | Schnellbus: Aachen Bushof – Elisenbrunnen – Misereor – Aachen Hbf – Marienhospital – Burtscheid – Oberforstbach Gewerbegebiet – (Rott –) Roetgen – Lammersdorf – (Paustenbach – Bickerath) / (Rollesbroich – Strauch Am Roßbach –) Simmerath |
| SB86               | Rurtalbus | Schnellbus: Düren Bf/ZOB – StadtCenter – Düren Kaiserplatz – Birgel Alte Post – Gey – Großhau – Kleinhau – Hürtgen – Vossenack – Raffelsbrand – Lammersdorf – Paustenbach – Bickerath – Simmerath |
| SB88               | ASEAG     | Schnellbus: Nideggen – Brück – Schmidt – Strauch – (Kesternich –) Simmerath |
| N60                | ASEAG     | Während der Sperrung der B258 kann der Nachtexpress in Konzen nur die Haltestellen Konzen Bf. und Breitestr. bedienen. Aus Zeitgründen kann Imgenbroich nicht bedienen. Nachtexpress: nur in den Nächten vor Samstagen sowie Sonn- und Feiertagen Aachen Hauptbahnhof → Elisenbrunnen → Aachen Bushof → Kaiserplatz → Josefskirche → Bf Rothe Erde → Forst → Brand → Kornelimünster → Walheim → Hahn → Rott → Roetgen → Lammersdorf → Rollesbroich → Witzerath → Simmerath → Strauch Am Roßbach → Kesternich → Am Gericht → Konzen Breitestr. → Konzen Bf. → Roetgen → Friesenrath → Walheim |
| NetLiner Simmerath | ASEAG     | NetLiner: Fährt 30 min. nach der Buchung. Fährt an Schultagen Mo–Fr von 8–11:30 Uhr und von 15:30–19:30. In den Ferien Mo–Fr von 8–11:30 Uhr und von 12:45 bis 19:30 Uhr Bedient: Simmerath, Eicherscheid, Huppenbroich, Hammer, Dedenborn, Seifenaul, Einruhr und Erkensruhr |

Auf sämtlichen Linien gilt der Tarif des Aachener Verkehrsverbundes (AVV) und das Euregio-Ticket.

### Ansässige Unternehmen
Die heterogene Wirtschaftsstruktur der Gemeinde Simmerath erklärt sich durch die unterschiedliche geografische Lage und Geschichte der einzelnen Ortsteile. Der Kernort und sein Umland sind industriell geprägt und es dominieren Handwerks- und Dienstleistungsbetriebe mit dem zentralen Berufsbildungs- und Gewerbeförderungszentrum (BGZ), gegründet 1969 und eröffnet 1972 als Kooperationsmaßnahme der Handwerkskammer Aachen mit der Gewerkschaft IG Bau-Steine-Erden und der Stiftergemeinschaft zur Förderung des Handwerks in der Region Aachen e. V. Hier konzentriert sich die überbetriebliche Ausbildung für alle Bau- und Ausbauberufe, für das Dachdecker- sowie für das Tischler- und das Bäckerhandwerk. Im Jahr 2011 wurde das BGZ zusätzlich und als das erste und einzige im Kammerbezirk Aachen mit einer innovativen Tiefenrettungsanlage ausgestattet, womit die Bergung aus großen Tiefen für spezielle Rettungsteams trainiert werden kann. Dagegen haben Dedenborn, Steckenborn und Strauch einen agrarischen Charakter und der Tourismus ist die Haupteinnahmequelle der am Rursee und im Umfeld des Nationalparks gelegenen Ortsteile, d. h. Rurberg, Woffelsbach, Einruhr und Erkensruhr/Hirschrott.
Das größte ansässige Unternehmen ist die Otto Junker GmbH in Lammersdorf: Herstellung von Industrieöfen und Edelstahlgießerei.

### Öffentliche Einrichtungen
Die Eifelklinik St. Brigida ist ein Krankenhaus mit 99 Betten in privater Trägerschaft. Das Krankenhaus wurde im August 2010 aufgrund finanzieller Schwierigkeiten der damaligen Malteser Trägergesellschaft an die Artemed Kliniken verkauft und in Eifelklinik St. Brigida umbenannt.

### Schulen
Die Gemeinde Simmerath verfügt über drei Grundschulen in Simmerath, Lammersdorf und Steckenborn. Schülern mit Gymnasial-, Real- und Hauptschulempfehlung steht die Sekundarschule Nordeifel mit ihren beiden Standorten in Simmerath und Kleinhau zur Verfügung. Im Ortsteil Eicherscheid befindet sich eine Förderschule.
Für die berufliche Fortbildung stehen das Berufskolleg Simmerath-Stolberg und das Berufsbildungs- und Gewerbeförderungszentrum (BGZ) in Simmerath zur Verfügung. Darüber hinaus besteht die Möglichkeit zum Besuch der Volkshochschule in Monschau und der Naturkundlichen Bildungsstätte Nordeifel in Lammersdorf.

## Persönlichkeiten
- Ignaz Krafft (1590–1638), Zisterzienser, Abt des Stiftes Neukloster (1618–1622) und des Stiftes Lilienfeld (1622–1638)
- Helena Stollenwerk (1852–1900), Ordensgründerin, geboren im heutigen Gemeindeteil Rollesbroich
- Theo Schwonzen (1920–2014), Mediziner
- Berta Kals (1923–2016), Künstlerin (bekannt durch zeit- und gesellschaftskritische Weihnachtskrippen), geboren im Ortsteil Steckenborn
- Friedrich Heinz Effertz (* 1924 in Simmerath), ordentlicher Professor für Physik und ihre Didaktik in Köln
- Victor Neels (1925–2025), ehemaliger belgischer Kommandant von Camp Vogelsang lebte nach seiner Pensionierung in Rurberg.
- Raimund Krämer (* 1952 in Simmerath), Politikwissenschaftler und Chefredakteur der Fachzeitschrift WeltTrends
- Marie Zimmermann (1955–2007, geboren in Simmerath), Journalistin, Dramaturgin, Schauspieldirektorin
- Elke Pistor (* 1967 in Simmerath), Schriftstellerin
- Heiko Braun (* 1970 in Simmerath), Schlagzeuger der Kölner Band Höhner
- René Peters (* 1971 in Simmerath) Chemiker und Professor
- Inga Braune (* 1981 in Simmerath), Künstlerin
- Jens Brandenburg (* 1986 in Simmerath), Politiker der FDP
- Sven Goebel (* 1988 in Simmerath), Guinness-Weltrekordler und Kampfsportler
- Andreas Korte (* 1989 in Simmerath), Fußballspieler
- Noah Katterbach (* 2001), Fußballspieler, geboren in Simmerath
- Sophia Cormann (* 2002 in Simmerath), Handballspielerin